# Renate Drewke
Renate Drewke (* 6. März 1952 in Ennepetal) ist eine deutsche Politikerin (SPD).
Nach ihrer Ausbildung bei der Stadt Hagen von 1966 bis 1969 war sie zunächst im Personalamt tätig. Danach war sie ab 1972 in der Personalabteilung der Sparkasse Hagen beschäftigt, bevor sie ab 1976 Referentin beim Kommunalen Arbeitgeberverband NRW wurde. Diese Tätigkeit übte sie bis 1995 aus.
Bei den Landtagswahlen am 14. Mai 1995 wurde sie als Abgeordnete in den Landtag Nordrhein-Westfalen gewählt. Dort war sie Frauenpolitische Sprecherin der SPD-Fraktion und später Vorsitzende des Verwaltungsstrukturreformausschusses.
Sie war vom 1. Januar 2003 bis zum 22. Juli 2005 Regierungspräsidentin des Regierungsbezirk Arnsberg. Seither ist sie als freie Unternehmensberaterin tätig.
Bei der Bürgermeisterwahl in Herdecke am 30. August 2009 unterlag sie mit 29,1 Prozent ihrer Konkurrentin Katja Strauss-Köster mit 70,9 Prozent deutlich.